# Gorges de la Méouge
Gorges de la Méouge este o arie protejată (sit de importanță comunitară — SCI) din Franța întinsă pe o suprafață de 713 ha, integral pe uscat.

## Localizare
Centrul sitului Gorges de la Méouge este situat la coordonatele 44°16′30″N 5°46′58″E / 44.275°N 5.78278°E.

## Înființare
Situl Gorges de la Méouge a fost declarat arie specială de conservare în baza directivei 92/43 din 1992 referitoare la conservarea habitatelor naturale și a faunei și florei sălbatice pentru a proteja 10 specii de animale.

## Biodiversitate
Situată în ecoregiunea mediteraneană, aria protejată conține 13 habitate naturale: Râuri de munte și vegetația lor lemnoasă cu Salix elaeagnos, Lande oro-mediteraneene cu formațiuni endemice de grozamă, Formațiuni stabile xerotermofile de Buxus sempervirens pe pante stâncoase (Berberidion p.p.), Matorral arborescenți cu Juniperus spp., Pajiști carstice calcaroase sau bazofile, de Alysso-Sedion albi, Pajiști uscate seminaturale și facies de acoperire cu tufișuri pe substraturi calcaroase (Festuco-Brometalia) (* situri importante pentru orhidee), Izvoare petrifiante cu formare de travertin (Cratoneurion), Grohotișuri termofile și vest-mediteraneene, Pante stâncoase calcaroase cu vegetație casmofită, Râuri de munte și vegetația erbacee de pe malurile acestora, Formațiuni de Juniperus communis pe lande sau pajiști calcaroase, Pajiști cu Molinia pe soluri calcaroase, turboase sau argilos-nămoloase (Molinion caeruleae), Păduri de fag din Europa Centrală dezvoltate pe sol calcaros cu Cephalanthero-Fagion.
La baza desemnării sitului se află mai multe specii protejate:
- mamifere (5): liliac cu urechi de șoarece (Myotis blythii), liliac cu picioare lungi (Myotis capaccinii), liliac comun (Myotis myotis), liliacul mare cu potcoavă (Rhinolophus ferrumequinum), liliacul mic cu potcoavă (Rhinolophus hipposideros)
- nevertebrate (3): croitorul mare al stejarului (Cerambyx cerdo), fluturele auriu (Euphydryas aurinia), rădașcă (Lucanus cervus)
- pești (2): Barbus meridionalis, clean dungat (Telestes souffia)

Pe lângă speciile protejate, pe teritoriul sitului au mai fost identificate 1 specie de păsări.